# Verbivocika, Starokosteantîniv
Verbivocika (în ucraineană Вербівочка) este un sat în comuna Berezne din raionul Starokosteantîniv, regiunea Hmelnîțkîi, Ucraina.

## Demografie
Componența lingvistică a localității Verbivocika
     Ucraineană (100%)
Conform recensământului din 2001, toată populația localității Verbivocika era vorbitoare de ucraineană (100%).